# Pomerode
Pomerode es un municipio brasileño situado en el estado de Santa Catarina. Según el censo de 2022, tiene una población de 34 289 habitantes.
Además del portugués, una gran parte de la población local habla un alemán muy cercano al alemán estándar (hochdeutsch), mientras que el idioma original de la mayoría de los habitantes es el pomeranio. Por lo tanto, existe una coexistencia de estos tres códigos lingüísticos en la ciudad (portugués, alemán y pomeranio).

## Turismo
En muchos lugares de la ciudad existen casas construidas según la típica arquitectura germánica con entramado de madera, restaurantes de comida alemana y fiestas que celebran las tradiciones germánicas, cuidadosamente conservadas por sus habitantes.
Cada año se celebra la “Fiesta Pomerana”, conocida por estar enfocada en la cultura alemana, al igual que el Oktoberfest.

## Ciudades hermanas
- Greifswald[5]
- Torgelow[5]